# Syngrapha sinemaculata
Syngrapha sinemaculata là một loài bướm đêm trong họ Noctuidae.